# Torneo de la Ciudad de Guadalajara
El Torneo de la Ciudad de Guadalajara fue un torneo de fútbol organizado por Clubes Unidos de Jalisco, disputado por equipos de la ciudad de Guadalajara que jugaban en la Primera División de México.

## Historia
En 1961 en lugar de disputarse el acostumbrado torneo de la Copa de Oro de Occidente posterior a la Copa México y el choque de Campeón de Campeones, se disputó en la ciudad de Guadalajara el llamado "Torneo de la Ciudad de Guadalajara" con participación de los equipos locales, Club Deportivo Guadalajara, Club de Fútbol Atlas, Club Deportivo Oro y Club Deportivo Nacional.
El torneo se creó por no disponer de las fechas suficientes para jugar la Copa de Occidente, y con el objetivo de que en un futuro se pudiera organizar un torneo con equipos capitalinos y extranjeros. El trofeo disputado llevó por nombre "Trofeo Televicentro".
Se inició el domingo 7 de mayo de 1961 con un partido que terminó con empate a dos goles entre el Atlas y el Nacional, concluyendo veinticuatro días después con la coronación del Club Deportivo Guadalajara.
El primer partido del Campeón Guadalajara fue contra el Oro el 14 de mayo, terminando con un marcador de tres goles a cero, con goles de Sabás Ponce al minuto 13 y 75, y de Héctor Hernández al minuto 58. Antes de empezar el partido se realizó una ceremonia donde se le entregó al Guadalajara la Copa Challenger, el trofeo de Campeón de liga, Copa México y una charola que lo acreditaba como campeón del Cuarto Pentagonal de la Ciudad de México.
El tercer partido de la contienda se llevó a cabo el 21 de mayo cuando el Guadalajara enfrentó al Nacional en el Estadio Jalisco, superándolo por marcador de dos goles a cero, los goles fueron de Javier Valdivia al minuto 48 y de Raúl Arellano al 74. Al minuto 85 de tiempo corrido "Xochimilca" González del Guadalajara anotó el tercer gol pero fue anulado por fuera de lugar.
Para el 28 de mayo se jugó el siguiente partido entre el Atlas y el Oro, no obstante que durante todo el encuentro el Oro llevó ventaja en el partido, al final Atlas logró igualar el marcador que terminaría con dos goles por bando. El primer gol cayó al minuto 18 cuando el "Chale" Torres recibió un pase colocado de Necco, el empate llegó al minuto 33 cuando Reyes, Torres y Cisneros se llevaron el balón hasta que Cisneros fusiló, el 2 a 1 llegó por medio de Alpízar al minuto 53 y el empate definitivo llegó faltando 5 minutos para terminar, obra de Contreras.
El próximo partido llegaría el 31 de mayo y enfrentaría al Atlas contra el Guadalajara, en una edición más del Clásico Tapatío, que terminó con victoria rojiblanca por marcador de cuatro goles a uno. Javier Valdivia marcó a los minutos 31, 53 y 57, Pablo Flores descontó para los atlistas a minuto 32, siendo este el únic gol que recibió el Guadalajara en la contienda, y finalmente Raúl Arellano puso el marcador final de a 4-1 al minuto 86.
El último juego estaba programado para el domingo 4 de junio, entre el Oro y el Nacional y terminaría empatado a un gol por bando.